# Piridazina
La piridazina es un compuesto orgánico con fórmula molecular C4H4N2. Pertenece a la familia de compuestos heterocíclicos aromáticos denominados diazinas.